# 花卷機場車站
花卷機場車站（日语：／ Hanamaki-kūkō eki */?）是一由東日本旅客鐵道（JR東日本）與日本貨物鐵道（JR貨物）所共用的鐵路車站，位於日本岩手縣花卷市二枚橋。花卷機場是JR東日本東北本線沿線的一個車站，管轄上位於JR東日本盛岡支社的範圍之內，是個由花卷車站管理，並委由JR東日本子公司Jaster（ジャスター）所經營的業務委託車站，設有綠窗口（みどりの窓口）。
除了客運外，JR貨物也在花卷機場車站內設有貨運站。但目前花卷機場車站並沒有任何貨物列車的停靠，也沒有相關的裝卸貨設備與專用線的接駁，整個貨運相關的業務僅剩車攜貨運（車扱貨物）的臨時收發服務而已。
雖然站名是以機場為名，但花卷機場車站實際上距離花卷機場客運大樓尚有2公里之遙，必須靠路線公車進行接駁，車程約7分鐘。然而，由於公車班次稀疏使用不便，大部分搭車至本站欲前往機場的旅客，都是改乘車站前的排班計程車，整體上而言機場接駁的功能並不特別突出。
在1988年實際改為現名之前，車站原本是依照所在地而命名為二枚橋。

## 車站結構
側式月台1面1線與島式月台1面2線，合計2面3線的地面車站。各月台以跨線天橋連接。

### 月台配置
| 月台 | 路線      | 方向         | 目的地           |              |
| ---- | --------- | ------------ | ---------------- | ------------ |
| 1    | ■東北本線 | 上行         | 北上、一之關方向 |              |
| 2    | ■東北本線 | （預留月台） | （預留月台）     | （預留月台） |
| 3    | ■東北本線 | 下行         | 盛岡方向         |              |

※2號月台設有待避線，但截至2014年1月沒有定期列車使用。

## 相鄰車站
東日本旅客鐵道
■東北本線
□快速「濱百合」「阿弖流為」
通過
■普通
花卷－花卷機場－石鳥谷

## 外部連結
- （日語）花卷機場車站（JR東日本） （页面存档备份，存于）